# Distretto di Yamón
Il distretto di Yamón è un distretto del Perù nella provincia di Utcubamba (regione di Amazonas) con 3.064 abitanti al censimento 2007 dei quali 584 urbani e 2.480 rurali.
È stato istituito il 5 febbraio 1861.